# Панайота Даскалопулос
Панайота Даскалопулу (грец. Παναγιώτα Δασκαλοπούλου, англійський варіант імені — Панайота Даскалопулос (англ.  Panagiota Daskalopoulos); Греція) — греко-американська жінка-математик, яка спеціалізується в диференціальних рівняннях в частинних похідних, диференціальної геометрії, геометричному і гармонічному аналізі. Професорка кафедри математики Колумбійського університету.

## Біографія

### Освіта
Афінський національний університет імені Каподістрії (бакалавр, 1986), Чиказький університет (доктор філософії, 1992).

### Кар'єра
Запрошена, як співробітник Інституту передових досліджень (1992—1993), викладачка Міннесотського університету (1993—1995), Каліфорнійського університету в Ірвайні (1995—2001) і Колумбійського університету (2001—нині).
Член (2013—2019) та співголова (2016—2019) науково-консультативного комітету, член керівного комітету (2016—2019) і ради опікунів (2016—2019) Науково-дослідного інституту математичних наук.

## Нагороди і почесті
- 1996 — Faculty Career Award (Каліфорнійський університет в Ірвайні)
- 1998 — Стипендія Слоуна
- 1998 — Distinguished Award for Research (Каліфорнійський університет в Ірвайні)
- 1999, 2001 — Excellence in Teaching Award (Школа фізичних наук Каліфорнійського університету в Ірвайні)
- 2004 — Стипендія Гуггенхайма
- 2014 — запрошена доповідачка Міжнародного конгресу математиків